# Erwin Zillinger
Erwin Zillinger (* 1. Juni 1893 in Dresden; † 24. August 1974 in Lübeck) war ein norddeutscher Kirchenmusiker, Organist und Komponist.

## Leben
Zillinger, der aus Dresden stammte, studierte 1913–1916 Kirchenmusik in Leipzig, besonders bei Karl Straube. Seine erste Anstellung fand er 1919 am Schleswiger Dom. Er engagierte sich in der Orgelbewegung, gemeinsam mit Günther Ramin und Hans Henny Jahnn. 1930 ernannte ihn die Evangelisch-Lutherische Landeskirche Schleswig-Holstein zu ihrem ersten Landeskirchenmusikdirektor. Ab 1936 lehrte er am Staatskonservatorium für Musik in Lübeck, aus dem später die Musikhochschule Lübeck hervorging, 1939 wurde er als Nachfolger von Wilhelm Stahl zum Kirchenmusiker am Lübecker Dom berufen. Nach der Zerstörung der historischen Arp-Schnitger-Orgel des Doms 1942 konzentrierte sich Zillinger auf die Chorarbeit und rief 1948 den Lübecker Domchor ins Leben. Sein Nachfolger wurde 1967 Uwe Röhl.
Zillingers Nachlass wird in der Lübecker Stadtbibliothek verwahrt.

## Ehrungen
- 1972: Verdienstkreuz 1. Klasse der Bundesrepublik Deutschland

## Werke (Auswahl)
- Deutsche Messe nach Sprüchen der Bibel. 5 Sätze für 3 gemischte Chöre und 3 Solostimmen (1925–1930)
- Motettenzyklus Vom Reiche Gottes. 6 Sätze für 6-stimmigen gemischten Chor a cappella
- Motette Ich halte dafür 3–7stimmig (1932)
- Der Zoologische Garten: Eine Liederfolge für Einzelstimmen, Chor u. Orchester auf Gedichte von Rilke, H. Claudius, E. F. Peters u. a. Als Ms. gedr. Schleswig : [Landeskirchenmusikdir. E. Zillinger] [1932]
- Hiob: Mensch und Schicksal. Oratorium für 7 Soli, Chor, großes Orchester und Orgel. (1934) Studienpartitur, hrsg. v. Arndt Schnoor. Lübeck: Bibliothek der Hansestadt Lübeck 2004 (Veröffentlichungen der Stadtbibliothek Lübeck: Reihe 3; Bd. 43: Musikalien)
- Deutsche Sprüche
- Psalmenkantate
- Motette zum Totensonntag.  München: Friedemann Strube [1985] (Nordelbisches Chorblatt; 2)
- Deutsche Messe für 7-stimmigen Chor a cappella (Bearbeitung der größer besetzten Deutschen Messe nach Sprüchen der Bibel) Ausgabe: Carus-Verlag CV 10.202/00
- zahlreiche Sätze für die gottesdienstliche Praxis, darunter Schmücke dich und Nun danket alle Gott (für zwei Orgeln, Pauken und Bläser)
- (Bearbeitung) Gregorio Allegri: Miserere mei, Deus.Ausgabe: Carus-Verlag CV 01.539/00 Partitur